# Johannes Konrad Grieshaber
Johannes Konrad Grieshaber (* 18. Oktober 1877 in Schaffhausen; † 18. September 1962 ebenda) war ein Schweizer Messerschmied und Instrumentenbauer.

## Leben und Werk
Johannes Konrad Grieshabers Grossvater war der aus Hallau stammende Messerschmied und Instrumentenmacher Johannes Grieshaber (1812–1882). Dieser stellte u. a. chirurgische und geburtshilfliche Instrumente her. Dessen Sohn Johannes Grieshaber (1840–1908) trat in die Fussstapfen seines Vaters. Nach mehrjährigem USA-Aufenthalt liess er sich in Schaffhausen nieder und erwarb das Bürgerrecht.
Sein Sohn Johannes Konrad Grieshaber wuchs mit zwei Schwestern in Schaffhausen auf und absolvierte eine Berufslehre als Messerschmied und Instrumentenbauer. Anschliessend ging er auf eine mehrjährige Wanderschaft, die ihn nach Genf, Roanne, Paris, Alfortville, Nogent, London und Sheffield führte.
Zurückgekehrt, heiratete Grieshaber Emma Gysel, mit der er zwei Söhne hatte. Ab 1915 befasste er sich mit dem ärztlichen Instrumentarium und übernahm als Messerschmied die Instrumenten-Reparaturen für die Augenklinik von Franz von Mandach und von Otto Haab.
Neben dem praktischen Einsatz der Instrumente war es für Grieshaber ein grosses Anliegen, dass diese eine ausgewogene und ebenmässige Form hatten. Dafür studierte er den Aufbau von Pflanzen, um danach die vorgefundenen Formen auf seine Instrumente zu übertragen.
Ende der 1920er Jahre arbeitete seine Werkstätte für die meisten Kliniken des deutschen Sprachgebietes und der lateinamerikanischen Länder bis hin zur Sun-Yat-sen-Universität. Grieshaber schuf in den folgenden 45 Jahren für die Augenchirurgie zahlreiche Neuanfertigungen, die seine Werkstätte zu einer weltbekannten Firma machten. Sie entwickelte sich zur heutigen Alcon Grieshaber AG.
Grieshabers Arbeiten wurden in zahlreichen Publikationen der ophthalmologischen Fachliteratur namentlich aufgeführt. Die Schweizerische Ophthalmologische Gesellschaft verlieh ihm 1939 für seine grossen Verdienste eine Urkunde.
Die Medizinische Fakultät der Universität Zürich verlieh 1952 «dem schöpferischen Instrumentenmacher, der – handwerkliche Tüchtigkeit mit edler Menschlichkeit verbindend – den Augenärzten in aller Welt die besten Instrumente in die Hand gibt» ehrenhalber die Würde eines Doktors der Medizin.